# Stictoptera bifurca
Stictoptera bifurca là một loài bướm đêm trong họ Noctuidae.